# Hamlon
Hamlon är en novell av Jan Guillou om den svenske före detta underrättelseofficeren Carl Hamilton, utgiven 1995. Den gavs ut som julskrift från Norstedts förlag och även i begränsad upplaga för försäljning. Hamlon är en skiss till en möjlig fortsättning på serien om Hamilton, där författaren leker med tanken på hur serien skulle kunna fortsätta.  

## Handling
Hamlon bygger vidare på epilogen i En medborgare höjd över varje misstanke, där Hamilton har rymt från sin livstidsdom i Sverige och gått i planerat livslång exil i San Diego, USA under namnet Charles Hamlon. Han lever i stillsam avskildhet i sin villa i La Jolla, men börjar umgås med sjuksköterskan Linda Martinez som försöker förstå hans bakgrund. Samtidigt utreder FBI-agenten Macduff en seriemördare som dödar med militär skicklighet, och med information från vittnesskyddsprogrammet går hans misstankar till Hamilton. Novellen slutar utan att fullfölja denna intrig, eftersom texten inte är avsedd som en färdig berättelse, utan bara en skiss till möjlig fortsättning på huvudserien.
I ett längre efterord lämnar Jan Guillou frågan öppen huruvida Hamilton verkligen är den skyldige mördaren eller om det är en av hans gamla studiekamrater från Navy Seals-träningen som han nu måste hjälpa till att jaga. Guillou förklarar sedan varför han avslutade Hamilton-serien som han gjorde i den tionde boken och varför han inte har något intresse av att fortsätta serien utifrån de premisser som han nu skissat fram i denna novell.